# HD134055
HD134055 — хімічно пекулярна зоря спектрального класу A5, що має видиму зоряну величину в смузі V приблизно  7,2.
Вона  розташована на відстані близько 261,6 світлових років від Сонця.